# كينيث ما
كينيث ما (بالصينية: 馬漢華) هو سائق سباق صيني، ولد في 24 مارس 1960 في هونغ كونغ في الصين.

## وصلات خارجية
- كينيث ما على موقع DriverDB.com (الإنجليزية)